# Жаркамыс (Актюбинская область)
Жаркамыс (каз. Жарқамыс) — село в Байганинском районе Актюбинской области Казахстана. Административный центр Жаркамысского сельского округа. Код КАТО — 153637100.
В 30 км к северу от посёлка находится Акжарское нефтяное месторождение, а в 40 км к северо-востоку — Акжарское восточное нефтяное месторождение.

## Население
| Численность населения | Численность населения | Численность населения | Численность населения | Численность населения |
| 1939                  | 1959                  | 1999                  | 2009                  | 2021                  |
| --------------------- | --------------------- | --------------------- | --------------------- | --------------------- |
| 1069                  | ↗2033                 | ↘1929                 | ↘1852                 | ↘1657                 |

В 1999 году население села составляло 1929 человек (957 мужчин и 972 женщины). По данным переписи 2009 года, в селе проживали 1852 человека (983 мужчины и 869 женщин).